# 唐子 (蝦夷地)
唐子（からこ）は、『諏方大明神絵詞』（1356年成立）に記された、14世紀初頭の蝦夷島（えぞがしま）に居住していた3集団のひとつ。

## 概要
「唐子（からこ）」は、中国人を強く意識した名称であり、北海道の日本海側（近世における西蝦夷地）に居住するアイヌとみられる。また、「唐子」名称はのちの「唐太（からふと）」すなわち樺太にもつながる呼称と考えられる。13世紀後半、元が沿海州や樺太方面を攻撃する「北からの蒙古襲来」と称すべき緊迫した状況下で、「唐子」すなわち中国人が住む隣接の「外国」の存在が浮上し、それが北海道の北部や西海岸に住むアイヌ集団を指す呼び名に転用されたものとみることができる。
『諏方大明神絵詞』において「唐子」は、「日ノモト」と同様「外国」に隣接し、その形体はまるで「夜叉」であり、「禽獣魚肉」が常食であって、「五穀ノ農耕」を知ることなく、「九沢（訳）」をあいだにおいても言葉は通じないなど、古代中国の『礼記』そのままの未開民族を蔑視するステレオタイプの表現がなされている。